# Gaston Malam
Gaston Malam, född 8 juli 1952, död 27 augusti 2021, var en friidrottare från Kamerun. Han deltog vid olympiska sommarspelen 1972.